# Eckart Hildebrandt
Eckart Hildebrandt (* 9. April 1943 in Berlin; † 24. Juli 2016 ebenda) war ein deutscher Politikwissenschaftler, Hochschullehrer und Umweltaktivist.

## Leben und Wirken

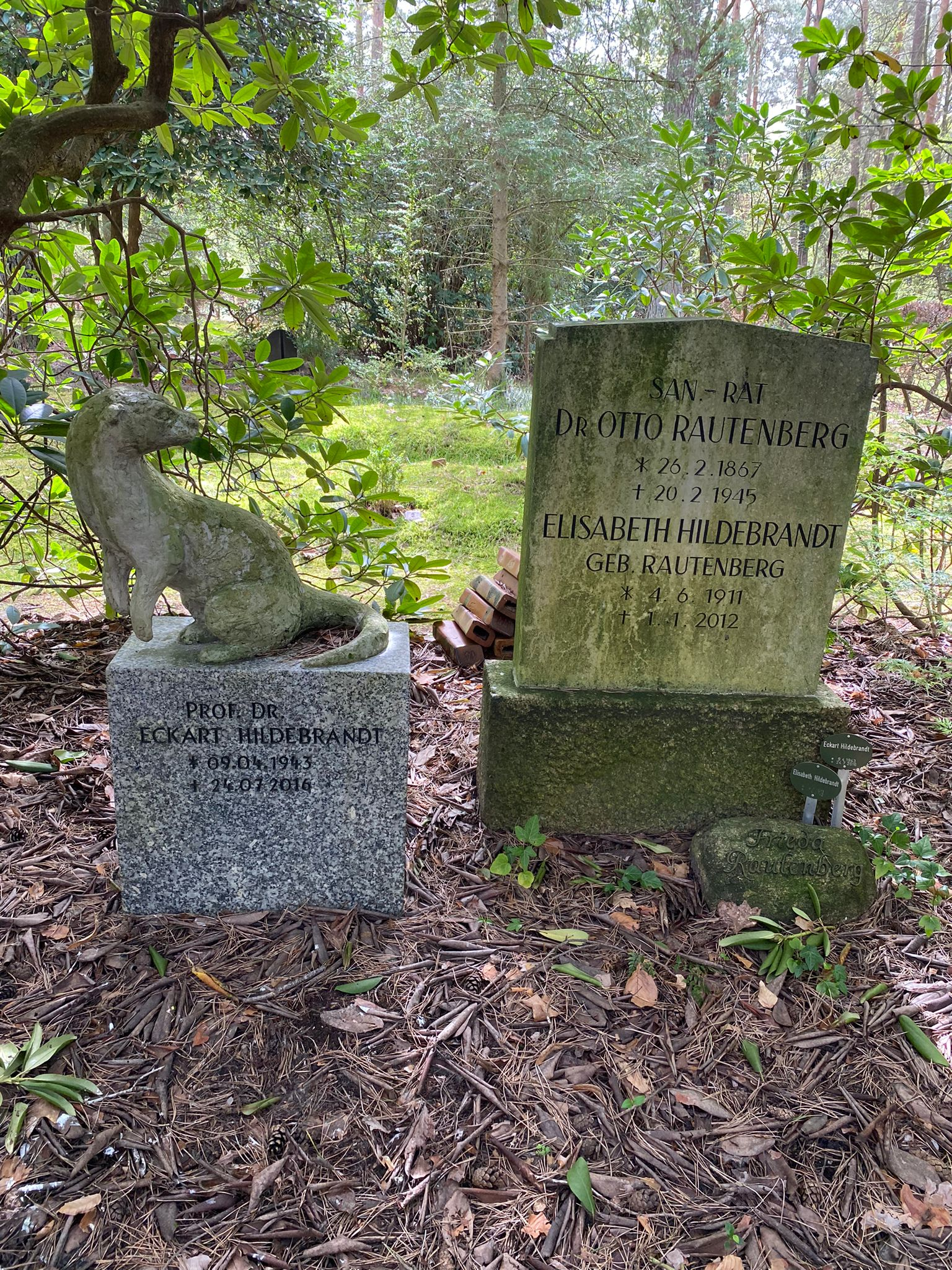
Grabstätte auf dem Südwestkirchhof Stahnsdorf

Eckart Hildebrandt studierte Politik am Otto-Suhr-Institut der Freien Universität Berlin und war besonders in der Studentenbewegung der 1960er und 1970er Jahre aktiv. 1985 wurde er an der Freien Universität Berlin promoviert, wo er sich 1990 auch habilitierte.
Von 1977 bis 2008 war Hildebrandt wissenschaftlicher Mitarbeiter am Wissenschaftszentrum Berlin für Sozialforschung mit dem Schwerpunkt „Betriebliche Rationalisierung und industrielle Beziehungen“. Von 1989 bis 2008 lag der Schwerpunkt seiner wissenschaftlichen Arbeit dann im Themenkreis „Arbeit und Ökologie“ mit verschiedenen Projekten zu Ökologisierung von Unternehmenspolitik und Beteiligung, Umwelt und Beschäftigung, neuen Arbeitsformen und ökologischer Lebensführung. Von 1991 bis 2008 war er Koordinator des 1991 gegründeten europäischen Wissenschaftler-Netzwerks IRENE (Industrial Relations and the Environment in Europe). In den Jahren 1992/93 hatte er eine Zeitprofessur an der Universität Bremen inne. Vor Gericht erstritt er das Recht, seinen Professorentitel auch danach führen zu dürfen. Hildebrandt übernahm von 1998 bis 2001 die Koordination im Verbundprojekt „Arbeit und Ökologie“ des DIW, des Wuppertal Instituts und des WZB.
Insbesondere befasste er sich mit den wissenschaftlichen Grundlagen der ökologischen Umgestaltung der Gesellschaft unter globalen Bedingungen.
2016 starb Hildebrandt nach schwerer Krankheit in Berlin. Seine letzte Ruhestätte fand er auf dem Südwestkirchhof Stahnsdorf.

## Privates
Hildebrandt war zweimal verheiratet und hatte keine Kinder. Obgleich er aus einer begüterten Familie stammte und mehrfach Millionenwerte erbte, blieb er bis zuletzt einem „aufgeklärten Marxismus“ treu. Auch seine umfangreiche Kunstsammlung mit zahlreichen Originalen von Künstlern wie Heinrich Zille, Käthe Kollwitz, Max Ernst, August Gaul und Werken afrikanischer, ozeanischer und asiatischer Kunst wurde von Weggefährten in diesem Zusammenhang kritisiert, was Hildebrandt durchaus als „unauflöslichen Widerspruch“ seiner Persönlichkeit begriff und selbstkritisch reflektierte. Er war außerdem als Förderer von Künstlern und Galeristen in Berlin-Charlottenburg engagiert.

## Publikationen (Auswahl)
- als Hrsg.: Zweidrittelgesellschaft – Eindrittelgewerkschaft. Rotbuch-Verlag, Berlin 1988, ISBN 3-88022-087-5.
- CSR und die Transformation der sozialen Frage. In: Ökologisches Wirtschaften, Heft 3/2005, S. 33–36.
- Balance between Work and Life. New Corporate Impositions through Flexible Working Time or Opportunity for Time Sovereignty? In: European Societies, Vol. 8, No. 2, 2006, S. 251–271.
- mit Beate Littig: Concepts, Approaches and Problems of Work-Life Balance. In: European Societies, Vol. 8, No. 2, 2006, S. 215–222.
- mit Philip Wotschack: Lebensarbeitszeit. Online-Dossier des Goethe-Instituts 2006: Arbeit(s)leben im Wandel.
- mit Philip Wotschack: Langzeitkonten und Lebenslaufpolitik. In: WSI-Mitteilungen, Jg. 59, H. 11, 2006, S. 592–600.
- Mischarbeit & Grundeinkommen in Zeiten des Umbruchs der Erwerbsarbeit. In: Zukunft der Arbeit, Jg. 17, Nr. 56, Herbst 2007, S. 4–5.
- mit Erhard O. Müller: Ein erweiterter Blick auf Arbeit. Tagung des Fachforums „Zukunft der Arbeit“ sucht nach neuen Wegen. In: Zukunft der Arbeit, Jg. 17, Nr. 56, 2007, S. 5–6.
- Vorteile und Potenziale von Langzeitkonten. In: WSI-Mitteilungen, Jg. 60, H. 11, 2007, S. 620–622
- Anders arbeiten? Das Grundkonzept der Mischarbeit. In: Gute Arbeit. Zeitschrift für Gesundheitsschutz und Arbeitsgestaltung, Jg. 19, H. 7/8, 2007, S. 28–31.
- mit Philip Wotschack: Long-Term Working-Time Accounts and Life-Course Policies. Preliminary Results of a Representative Company Survey. WZB Discussion Paper SP I 2007–109, 27 S.
- Mischarbeit – Mischeinkommen. Die Zeit des Umbruchs der Erwerbsarbeit. In: BRANDaktuell, H. 5, 2007, S. 28
- mit Hans-Jürgen Arlt, Jana Gebauer, Ulrich Petschow, Eberhard Schmidt: Beiträge der Gewerkschaften zu einer innovationsorientierten Umweltpolitik. Ein Policy-Paper, im Auftrag des Umweltbundesamtes, Texte 33/07, 64 S., Dessau, Juli 2007, ausschließlich als Download
- Vollbeschäftigung ist Utopie. In: Kurier, 27. Juni 2007, S. 3
- Mit Philip Wotschack, Almut Kirschbaum, Svenja Pfahl, Franziska Scheier: Zeit auf der hohen Kante. Langzeitkonten in der betrieblichen Praxis und Lebensgestaltung von Beschäftigten. (Forschung aus der Hans-Böckler-Stiftung, Bd. 98). edition sigma, Berlin 2009, ISBN 978-3-8360-8698-1.